# Metropolitan (film)
Metropolitan  è un film del 1990 diretto e sceneggiato da Whit Stillman.
È stato presentato nella Quinzaine des Réalisateurs al 43º Festival di Cannes ed è stato candidato all'Oscar per la migliore sceneggiatura originale.

## Trama
Nella New York degli anni ottanta, Tom Townsend, giovane studente dell'Upper West Side di fede socialista, entra a far parte di un piccolo gruppo di giovani alto borghesi dell'Upper East Side.
Tom fa amicizia con molti altri partecipanti delle feste indette dal gruppo, tra cui Nick Smith, un ragazzo cinico che prende Tom sotto la sua ala; Audrey, una ragazza timida che ama Jane Austen e ha una cotta per Tom; e Charlie, un amico eccessivamente filosofico con un amore non corrisposto per Audrey. Tom scopre di avere alcuni amici in comune con il gruppo, tra cui la sua ex fidanzata Serena Slocum, per la quale è rimasto infatuato.
Sotto la guida di Nick, Tom diventa un membro della gang a tutti gli effetti. Tom rivela che anche lui è stato cresciuto ricco, ma che suo padre ha abbandonato la famiglia per sposare un'altra donna, lasciando Tom e sua madre con risorse finanziarie limitate: di conseguenza, Tom ha una relazione di odio-amore con la ricchezza e l'alta borghesia.
Serena esce con Rick Von Sloneker, un giovane aristocratico e noto seduttore; ad una festa, Nick accusa Rick di aver fatto ubriacare una ragazza e di averla sottoposta ad un Ménage à trois diversi anni prima, cosa che la spinse in seguito a suicidarsi. Altri membri del gruppo trovano la storia di Nick piena di lacune, e questi ammette che la storia era un pretesto, composto da frammenti di vari episodi, per mettere in mostra la natura di sciupafemmine di Rick. Poco dopo, Nick lascia Manhattan, regalando a Tom il suo cappello a cilindro come segno di amicizia.
Credendo che Tom non fosse interessato a lei romanticamente, Audrey decide di lasciare Manhattan per trascorrere il resto delle vacanze negli Hamptons con Rick e Cynthia, un'altra ragazza del gruppo. Rendendosi conto di essere innamorato di Audrey, Tom recluta Charlie per aiutarlo a salvarla da Rick. I due viaggiano insieme negli Hamptons, stringendo amicizia lungo il tragitto. Contro le loro aspettative, arrivano a trovare Audrey sana e salva, additata da Rick come una ragazza noiosa. Tom e Charlie, tuttavia, istigano una rissa con Rick, che termina con la loro espulsione dalla sua casa al mare. Successivamente, Tom e Audrey parlano sulla spiaggia, con Audrey che dice che sta pianificando di frequentare un college in Francia, e Tom le promette di andarla a visitare spesso. Tom, Audrey e Charlie iniziano a fare l'autostop insieme per tornare a Manhattan.